# Альмерсбах
Альмерсбах (нім. Almersbach) — громада в Німеччині, розташована в землі Рейнланд-Пфальц. Входить до складу району Альтенкірхен. Складова частина об'єднання громад Альтенкірхен.
Площа — 0,61 км2. Населення становить 403 ос. (станом на 31 грудня 2020).

## Галерея

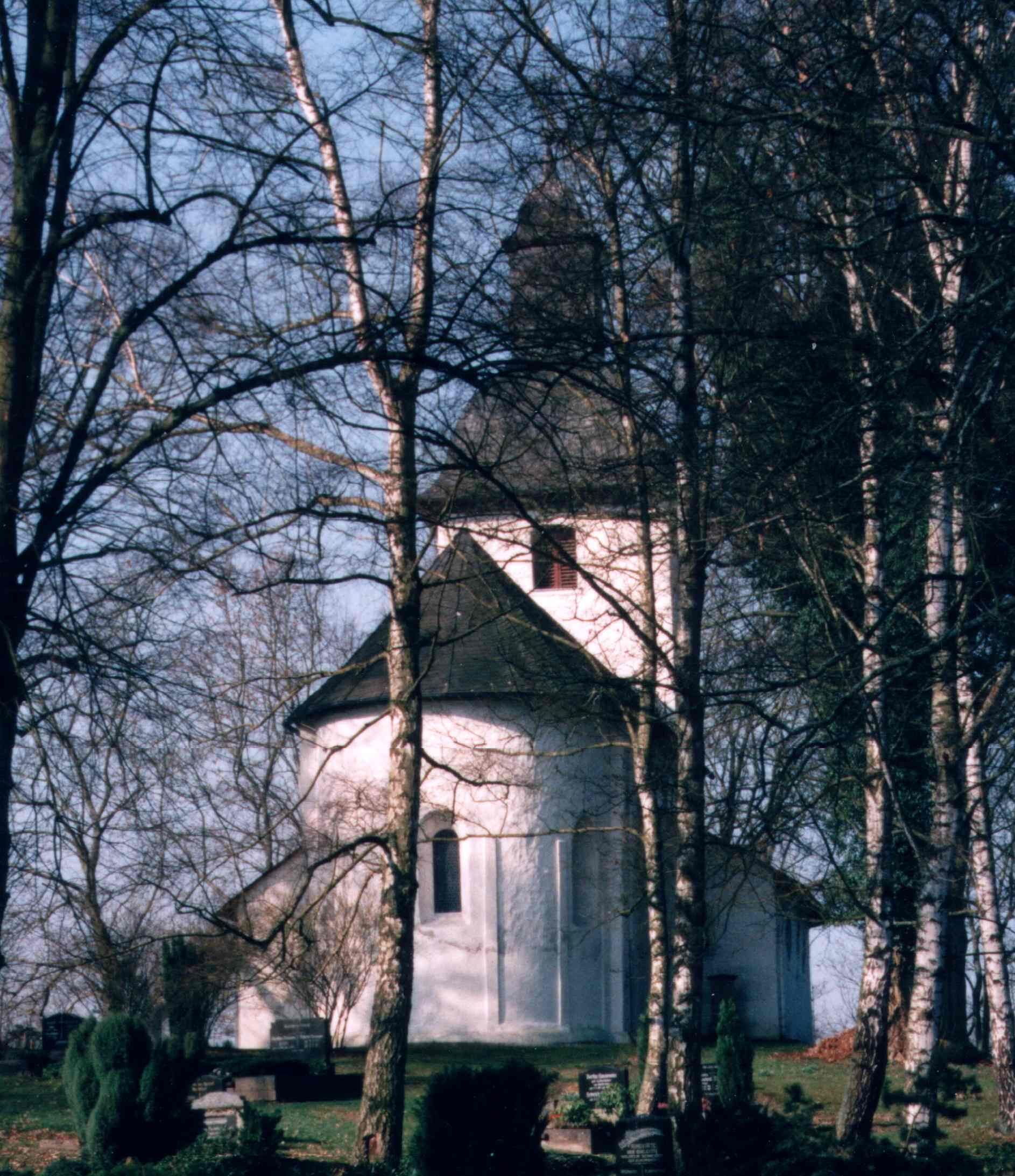